# Beefcake (film)
Beefcake è un film-documentario del 1998 scritto e diretto da Thom Fitzgerald, ispirato al libro di F. Valentine Hoover III.
Tra ricostruzione storica e finzione cinematografica, il film ripercorre la vita e la carriera del fotografo Bob Mizer, specializzato nell'erotismo e nel nudo maschile con i suoi ritratti fotografici di modelli muscolosi in pose statuarie. Fondatore della rivista Physical Pictorial e dell'agenzia Athletic Models Guild, Mizer pubblicò i suoi scatti erotici, chiamati beefcake, lottando contro le censure e le denunce di oscenità.
Il film è stato presentato FilmFest di Berlino e distribuito in Italia dalla Mikado Film in lingua originale e con sottotitoli in italiano, a partire dal 30 giugno 2000, in concomitanza con il Gay Pride.
È stato candidato per tre Genie Award.